# Gamlebofjärdens naturreservat
Gamlebofjärdens naturreservat är ett naturreservat i Valdemarsviks kommun i Östergötlands län.
Området är naturskyddat sedan 2022 och är 158 hektar stort. beslutet av bilda reservatet är i februari 2024 överklagat. Reservatet ligger på en halvö vid havet sydost om Gryt och består ekhagar, betade gammelskogar med gamla tallar, magra tallhällmarker och havsstränder.